# ایست (دختر آمنهوتپ سوم)
ایسِت (به انگلیسی: Iset) شاهدختی در مصر باستان بود.

## خانواده
ایسِت یکی از دختران فرعون مصر باستان آمنهوتپ سوم از دودمان هجدهم مصر و همسر بزرگ سلطنتی تیه بود. او خواهر فرعون آخناتون بود. برادر دیگر ایزت، ولیعهد تحتمس یکم بود.
نام او نسخه اصلی مصری نام ایزیس است. احتمالاً او دختر دوم این زوج سلطنتی (پس از سات‌آمون) بوده است. او در سال ۳۴ سلطنت آمنهوتپ سوم در حوالی دومین جشن سد آمنهوتپ، همسرِ پدرش شد.
او در معبد صولیب به همراه والدین و خواهرش حنوت‌تانب و بر روی یک پلاک عقیق جگری (که اکنون در موزه هنر متروپولیتن شهر نیویورک نگهداری می‌شود) به همراه حنوت‌تانب در مقابل والدینشان ظاهر می‌شود. جعبه‌ای که در شهر غراب یافت شده و یک جفت سرمه‌دان احتمالاً متعلق به او بوده‌اند.
پس از مرگ پدرش، دیگر از او نامی برده نشده است.